# Nair
Nair, właśc. Nair José da Silva (ur. 20 maja 1937 w Itaperunie) – piłkarz brazylijski, występujący na pozycji ofensywnego pomocnika.

## Kariera klubowa
Karierę piłkarską Nair rozpoczął w Madureirze Rio de Janeiro w 1957. W latach 1962–1965 występował w Portuguesie São Paulo. W latach 1966–1968 występował w Corinthians Paulista. W barwach Palmeiras wystąpił w 90 meczach i strzelił 14 bramek. W latach 1969–1971 występował w Athletico Paranaense, w którym zakończył karierę. Z Athletico Paranaense zdobył mistrzostwo stanu Parana – Campeonato Paranaense w 1970.

## Kariera reprezentacyjna
W reprezentacji Brazylii Nair jedyny raz wystąpił 22 listopada 1965 w wygranym 5-3 towarzyskim meczu z reprezentacją Węgier. W 41 min. meczu zdobył czwartą bramkę dla Brazylii.